# 王樹熹
王樹熹（英語：Jacky Wong Shu Hei，1998年9月11日—），香港前男演員、藝人、童星、配音員，前無綫電視童星合約男藝員。

## 簡介
王樹熹精通日語。父親為香港賽馬會蘇保羅從化馬房的隸屬副練馬師王燦聲。曾經於教育電視及多部香港無綫電視劇集演出。此外，他亦曾經拍攝多輯廣告，最為人熟悉的是為香港政府在香港迪士尼樂園開幕時所拍攝的宣傳短片和多部香港無綫電視劇集。他曾經擔任2006年無綫電視「TVB兒童節」的兒童大使，他的哥哥王秉熹也是香港童星前男藝人之一。他曾就讀聖公會莫壽增會督中學。2020年城大畢業，希望從事演員等媒體工作。 

## 演出作品

### 電視劇（無綫電視）
| 首播   | 劇名             | 角色                  |
| 2003年 | 皆大歡喜         | 大B                   |
| 2004年 | 皆大歡喜         | 男童                  |
| 2004年 | 爭分奪秒         | 壽仔                  |
| 2004年 | 無名天使3D       | 李子健                |
| 2004年 | 楚漢驕雄         | 文仔                  |
| 2004年 | 天涯俠醫         | 博仔                  |
| 2004年 | 富豪海灣至尊家緣 | 方中信兒子            |
| 2005年 | 甜孫爺爺         | 陳建國                |
| 2005年 | 心花放           | 鄰家男童(20集)        |
| 2005年 | 奪命真夫         | 阮仁洛（洛洛）        |
| 2005年 | 情迷黑森林       | 高賓（賓仔）          |
| 2005年 | 秀才遇著兵       | 賴安（安仔）          |
| 2005年 | 本草藥王         | 恆恆                  |
| 2005年 | 我的野蠻奶奶     | 小孩（第16集）        |
| 2005年 | 妙手仁心III      | 熙熙                  |
| 2005年 | 翻新大少         | 卓俊軒（Jacky仔）     |
| 2005年 | 隨時候命         | 葉文柏（Jacky）       |
| 2005年 | 識法代言人       | 鄭偉明（小丸子）      |
| 2006年 | 女人唔易做       | 教高志力追女仔的男童  |
| 2006年 | 法證先鋒         | 郑晓东（童年）        |
| 2006年 | 愛情全保         | 郭富勤（童年）        |
| 2007年 | 迎妻接福         | 賀義幼年時            |
| 2007年 | 亂世佳人         | 田孝義（童年）        |
| 2007年 | 強劍             | 荊磊（童年）          |
| 2007年 | 學警出更         | 食客（第1集）         |
| 2007年 | 通天幹探         | 樂 樂（韋晉龍之外甥） |
| 2007年 | 師奶兵團         | 方達                  |
| 2007年 | 十兄弟           | 十一仔                |
| 2007年 | 爸爸閉翳         | 閔宇恆（Jimmy）       |
| 2007年 | 奸人堅           | 何其堅（童年）        |
| 2008年 | 和味濃情         | 譚家樂                |
| 2008年 | 太極             | 巫馬（童年）          |
| 2008年 | 疑情別戀         | 光仔                  |
| 2008年 | 與敵同行         | Billy                 |
| 2009年 | 老婆大人II       | 殷曉明（明仔）        |
| 2009年 | 蔡鍔与小鳳仙     | 斌仔                  |
| 2009年 | 老友狗狗         | 細路                  |
| 2012年 | 造王者           | 余清（童年）          |
| 2013年 | 情越海岸線       | 程俊賢                |
| 2014年 | 我們的天空       | 張學求（少年）        |
| 2019年 | 她她她的少女時代 | 張智強（少年）        |

## 電影
- 2005年
  - 《爆裂都市》飾 Joe
  - 《童夢奇緣》飾 B仔

## 廣告
- 2003年
  - 《1: 99 抗炎短片 - 我的飛行家族》
  - 《蜆殼油站》硬照
  - 《東亞銀行保險》硬照
  - 《TVB 父親節》宣傳片
- 2004年
  - 《白蘭氏芝麻素》硬照
  - 《位元堂 (湯類)》
  - 《CSL儲值卡》硬照
  - 《Anyway》大陸廣告
  - 《萬寧公司》
  - 《實惠公司》
- 2005年
  - 《萬寧公司》
  - 《愛護動物協會》
  - 《威馬牌豆漿機》
  - 《渣打馬拉松》
  - 《匯豐銀行》
  - 《新華旅行社》
  - 《TCL電腦》大陸廣告
  - 《香港購物節》
  - 《香港迪士尼》
  - 《高登眼鏡》硬照
  - 《美的電飯煲》大陸廣告
  - 《香港旅遊發展局》
  - 《命力美目藍莓素》
  - 《Oral B 特約牙齒護理》短片
  - 《聖安娜西餅系列》硬照
  - 《3M文具》硬照
  - 《康脆豬肉片》硬照
  - 《TVB 38周年台慶廣告》
  - 《新電視醫療頻道》
  - 《9368 鈴聲下載公司》
- 2006年
  - 《高樂氏漂白水》廣告錄音
  - 《養生美水機》產品代言人
  - 《IDD0060》廣告錄音
  - 《雅培寶兒加營素》奶粉廣告錄音
  - 《麥當奴》與兩位小朋友作廣告配音
  - 《麥當奴》廣告配音
  - 《牙膏》廣告配音
  - 《麥當奴》廣告配音
  - 《中華電力天然氣》宣傳片
  - 《威路士提子汁》電視硬照廣告
  - 《肥仔肥女競賽大賽》宣傳片
  - 《香港濕地公園》廣告
  - 《日本電噐》廣告硬照
  - 《聰明仔聰明女比賽》宣傳片
  - 《TVB兒童大使》宣傳片
- 2007年
  - 《高露潔360度牙膏》廣告配音
  - 《樂活益生菌》硬照
  - 《家樂牌雞粉》廣告配音
  - 《Flik Flak 兒童手錶》廣告硬照

## 配音作品
- 粗體表示者為作品中的主角或要角
- 首播年份為仍以王樹熹配演的角色首次出場的日子為依歸
- 已知於片中有演唱的角色在角色名後會加上♪符號

### 電視動畫／OVA
| 首播年份 | 作品名稱                   | 配演角色 | 備註    |
| -------- | -------------------------- | -------- | ------- |
| 2019     | 超變戰陀                   | 東浩     | ViuTV   |
| 2020     | Lego 侏羅紀世界 恐龍島傳奇 | 丹尼     | Netflix |

### 劇場版／動畫電影
| 首播年份 | 作品名稱                   | 配演角色 | 備註       |
| -------- | -------------------------- | -------- | ---------- |
| 2008     | 柴犬奇蹟物語               | 石川亮太 | 粤语公映版 |
| 2009     | 宮崎駿動畫系列：崖上的波兒 | 宗介     | 粤语公映版 |

### 日劇
| 首播年份 | 作品名稱           | 配演角色 | 角色演員 | 備註      |
| -------- | ------------------ | -------- | -------- | --------- |
| 2020     | 還是不能結婚的男人 | 丸山裕太 | 荒井敦史 | Now劇集台 |

### 韓劇
| 首播年份 | 作品名稱         | 配演角色 | 角色演員 | 備註      |
| -------- | ---------------- | -------- | -------- | --------- |
| 2019     | 會讀心術的那小子 | 李勝容   | 張義秀   | Now劇集台 |

### 電影
| 首播年份 | 作品名稱 | 配演角色 | 角色演員 | 備註       |
| -------- | -------- | -------- | -------- | ---------- |
| 2008     | 長江7號  | 周小狄   | 徐嬌     | 粵語公映版 |

## 其他
以上所有年份為拍攝的廣告時
- 2003年
  - 《點蟲蟲 開開心心學飛》 飾演 - 嘉賓（香港電台電視部）
  - 《親親孩子親親書》 飾演 - N/A
  - 《麗聲郵輪特輯》 飾演 - N/A
- 2004年
  - 《週五綜藝館》 飾演 - 現場 MV
- 2005年
  - 《春風伴我行之一路好走》 飾演 - 朗朗
  - 《實牙實齒好開始》 飾演 - 表演嘉賓
  - 《醫療講節目巡禮》 飾演 - 醫生
  - 《高級餐廳進餐禮儀》 飾演 - N/A
  - 《都市閒情》 飾演 - 訪問嘉賓
  - 《十大中文歌曲頒獎禮》 飾演 - 頒獎嘉賓
  - 《都市閒情 - 歡度兒童節》
  - 《香港多對黑眼圈》
- 2006年
  - 《兒歌金曲頒獎典禮》得獎者（無綫電視）

## 訪問
- 2004年
  - 《新一代 童星瓣瓣掂》TVB週刊
- 2005年
  - 《K-100 面向觀眾》
  - 《TVB富貴童星起底》東週刊
  - 《優才生成小演員》PUPILS兒童週刊
  - 《萬王之王》香港電台第 2 台
  - 《童星點點心》TVB 週刊
  - 《情迷娛樂圈》東週刊
  - 《百變童星起底》忽然一週
  - 《親子便利封面連訪問》荷花出版社
  - 《兩熹的心水兒歌》TVB週刊
  - 《南華早報 Young Post》
  - 《東張西望》
  - 《IQ測試》蘋果日報
  - 《有關迪士尼》明報 (內附週刊)
- 2006年
  - 《年輕人雜誌》到製作朱古力工場拍攝
  - 《沙田新城市廣場商鋪試食》蘋果日報
  - 《小熹與王書麒訪問》蘋果日報
  - 《蘋果日報》二人：王秉熹 + 莫凱謙
  - 《星島日報》
- 2007年
  - 《都市閒情 - 歡度兒童節》
- 2019年
  - 《Top!ck》專訪
  - 《明周娱乐》專訪
  - 《信報》專訪
  - 《東張西望》電視訪問

## 外部連結
- 兩代童星嘴對嘴 王書麒彈 Jacky仔老積 （页面存档备份，存于）
- TVB童星盤點: 王樹熹兄弟紅翻天